# Freycinetia kartawinatae
Freycinetia kartawinatae är en enhjärtbladig växtart som beskrevs av A.P.Keim. Freycinetia kartawinatae ingår i släktet Freycinetia och familjen Pandanaceae. Inga underarter finns listade.